# Półwysep Przytorski

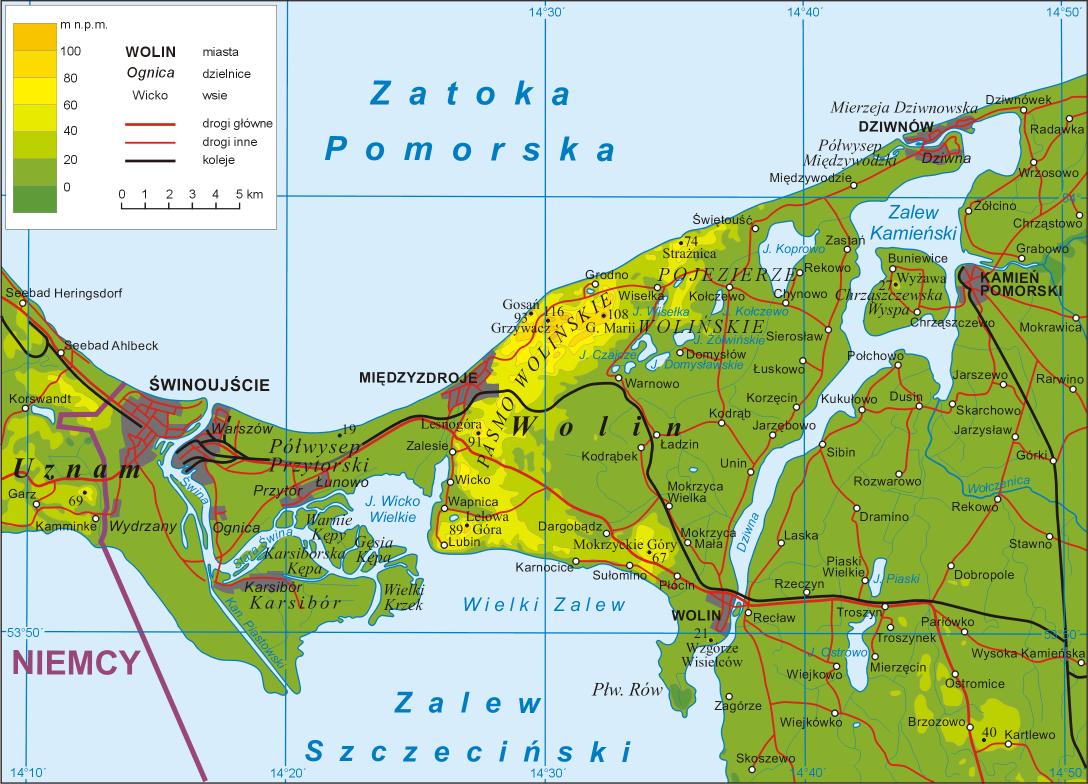
Mapa wyspy Wolin z widocznym półwyspem

Półwysep Przytorski (niem. Halbinsel Pritter) – półwysep w zachodniej części wyspy Wolin.
Geologicznie stanowi strefę holoceńskiej akumulacji morskiej, deltowej i organogenicznej cechującą się pasmowym układem rzeźby – od pasa akumulacji wydmowej na północy, poprzez przejściowy pas kumulacji mineralno-organicznej do południowej strefy wysp, kanałów, łąk torfowych i mokradeł (delta wsteczna Świny).
Otoczony jest wodami Zatoki Pomorskiej, cieśniny Świna i jeziora Wicko Wielkie a od reszty wyspy odcięty moreną Pasma Wolińskiego. Rozciąga się od Międzyzdrojów do Świnoujścia. Nazwa pochodzi od dzielnicy Świnoujścia – Przytoru. Poza nią na półwyspie leżą inne dzielnice miasta: Łunowo, Ognica i Warszów oraz – u wschodniej jego nasady – zachodnia część Międzyzdrojów i wieś Zalesie.
Przez Półwysep Przytorski biegną dwie drogi krajowe: nr 3 i jej odnoga nr 93, droga wojewódzka nr 102 oraz linia kolejowa Szczecin Dąbie-Świnoujście.